# Helianthemum aegyptiacum
Helianthemum aegyptiacum là một loài thực vật có hoa trong họ Nham mân khôi. Loài này được (L.) Mill. mô tả khoa học đầu tiên năm 1768.